# Gerald F. Bogan

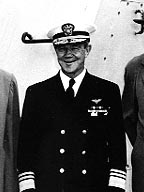
Gerald F. Bogan (1949)

Gerald Francis Bogan (* 27. Juli 1894 auf Mackinac Island, Michigan; † 8. Juni 1973 in La Jolla) war ein US-amerikanischer Vizeadmiral der United States Navy und Marinepilot. Bogan gehörte zu den Pionieren des Marinefliegerei von Flugzeugträgern. Während des Pazifikkrieges kommandierte er die Saratoga und Flugzeugträgerverbände in mehreren Schlachten.

## Leben
Er schloss sein Studium an der United States Naval Academy in Annapolis 1916 ab. Er diente im Ersten Weltkrieg im Geleitzugschutz zwischen dem Ärmelkanal und Gibraltar. Nach dem Krieg diente er auf Zerstörern. Im Jahr 1925 wurde er zum Marineflieger ausgebildet. Er war einer der ersten Piloten, der auf einem Flugzeugträger landete.
Er war als Kapitän zur See Kommandant der USS Saratoga vom 27. September 1942 bis zum 7. April 1943. Er führte den Träger in der Schlacht um Guadalcanal und in der Schlacht bei den Ost-Salomonen. Er wurde im Januar 1944 zum Konteradmiral befördert. Er bekam das Kommando der Carrier Division 25, die aus den vier Begleitträgern Fanshaw Bay, Midway, White Plains und Kalinin Bay bestand. Es folgte das Kommando der Carrier Division 4 in der Task Group 38.2., eines Teils der Fast Carrier Task Force. Task Group 38.2 bestand aus den Trägern Intrepid, Cabot und Independence, ferner gehörten 2 Schlachtschiffe, 3 Kreuzer und 18 Zerstörer dazu. Er führte die Einheit bei der Schlacht um Tinian und sehr erfolgreich bei der See- und Luftschlacht im Golf von Leyte.
Er von Februar 1946 bis Dezember 1948 Commander der Marine Air Force in der Atlantic Fleet. Vom 8. Januar 1949 bis 1. Februar 1950 war er Commander der United States First Fleet.
Er war Ende der 1940er Jahre am Aufstand der Admirale beteiligt, als mehrere hochrangige Offiziere der US-Marine öffentlich Position gegen militärische Planungen der US-Regierung bezogen.
Obwohl er kämpferisch und ehrgeizig war, galt Bogan sowohl bei seinen Vorgesetzten als auch von seinen Untergebenen als exzellenter Pilot und erstklassiger Kommandant.

## Auszeichnungen
Er wurde mit zahlreichen Orden ausgezeichnet, darunter Navy Cross und Legion of Merit. Er bekam zweimal die Navy Distinguished Service Medal.
1992 erfolgte die Aufnahme Bogans in die Naval Aviation Hall of Honor.